# جورج بالدوین (بازیکن فوتبال)
جورج بالدوین (انگلیسی: George Baldwin; ۲۶ ژوئیهٔ ۱۹۲۱ – ۱ ژانویهٔ ۱۹۷۶) بازیکن فوتبال اهل بریتانیا بود.
از باشگاه‌هایی که در آن بازی کرده‌است می‌توان به باشگاه فوتبال دارتفورد اشاره کرد.